# کنفوسیوس (فیلم ۲۰۱۰)
«کنفوسیوس» (انگلیسی: Confucius (2010 film)) فیلمی در ژانر زندگینامه‌ای، فانتزی، و درام است که در سال ۲۰۰۹ منتشر شد. از بازیگران آن می‌توان به چو یون فات اشاره کرد.